# 貝爾維爾 (科爾多瓦省)
貝爾維爾是阿根廷的城鎮，位於該國中北部，距離首府科爾多瓦約200公里，由科爾多瓦省負責管轄，面積15平方公里，海拔高度130米，2008年人口33,281。

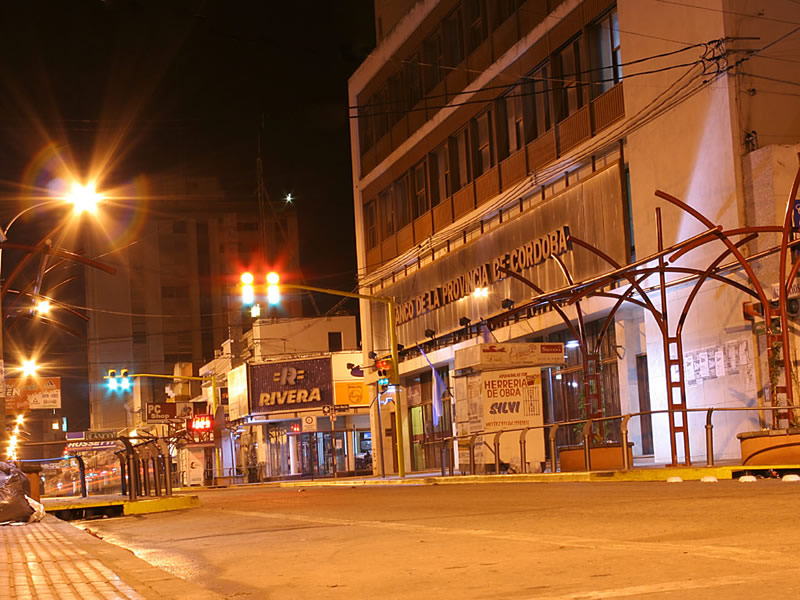

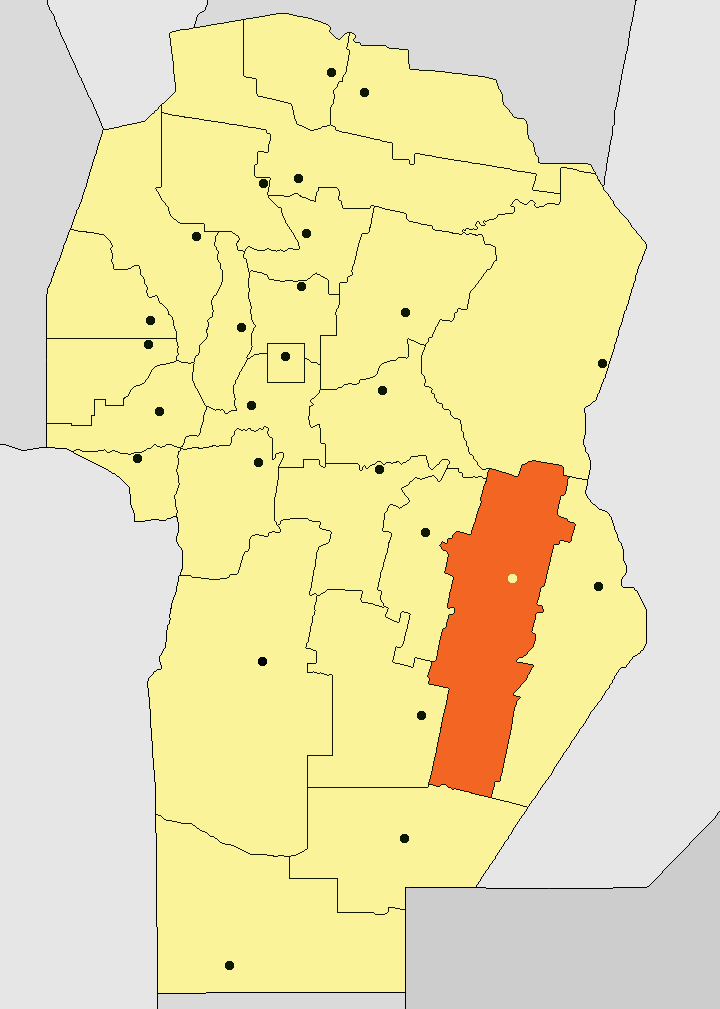

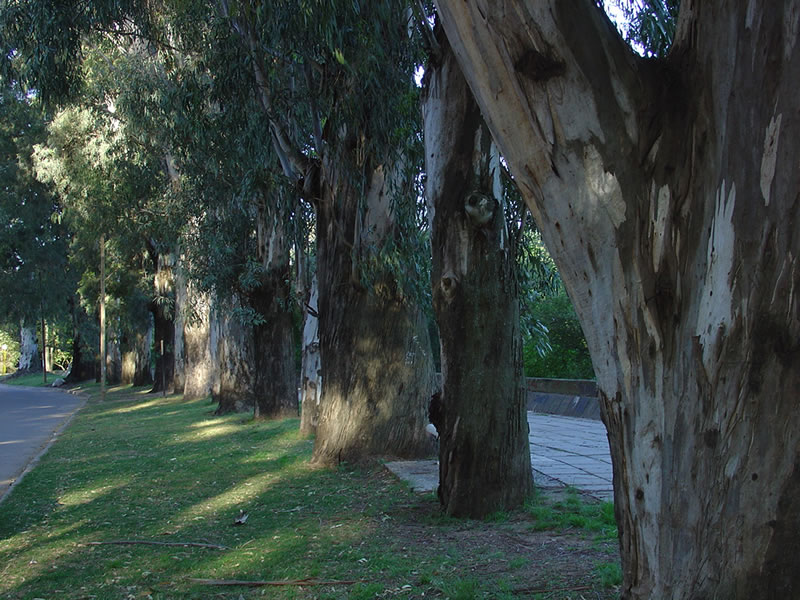

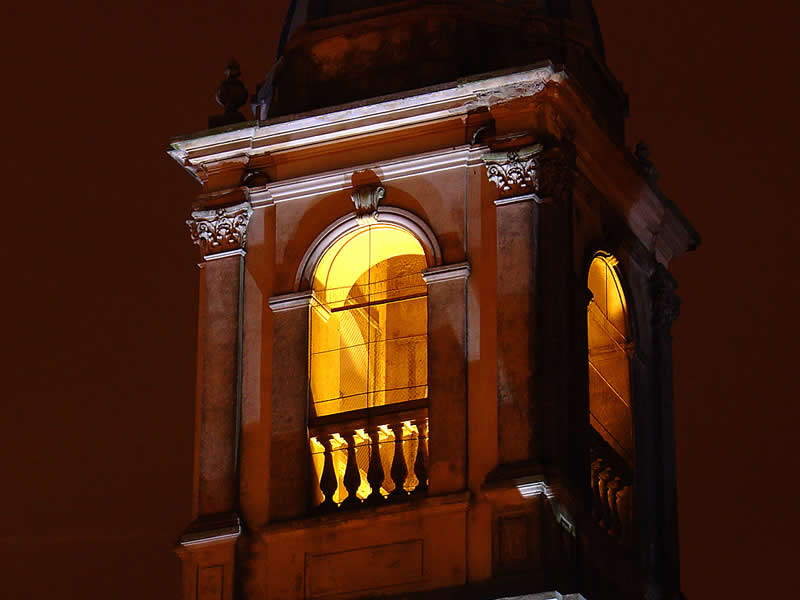

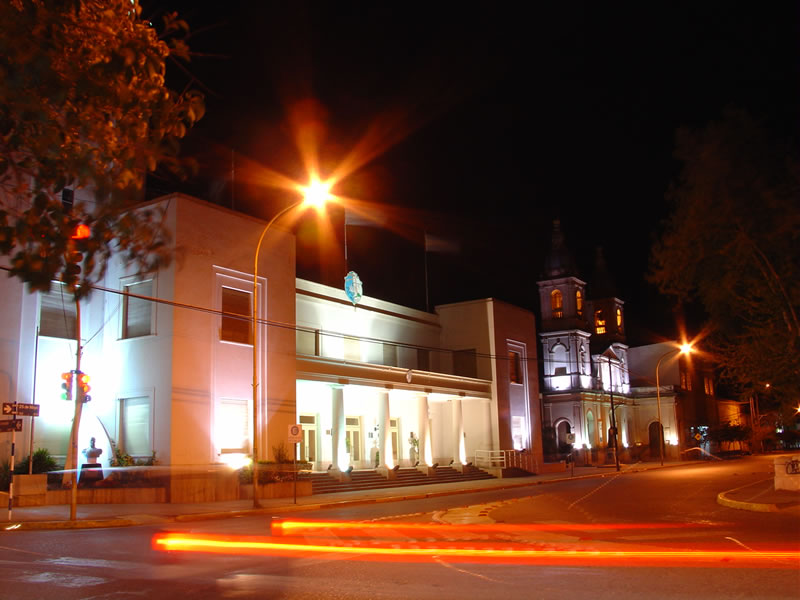

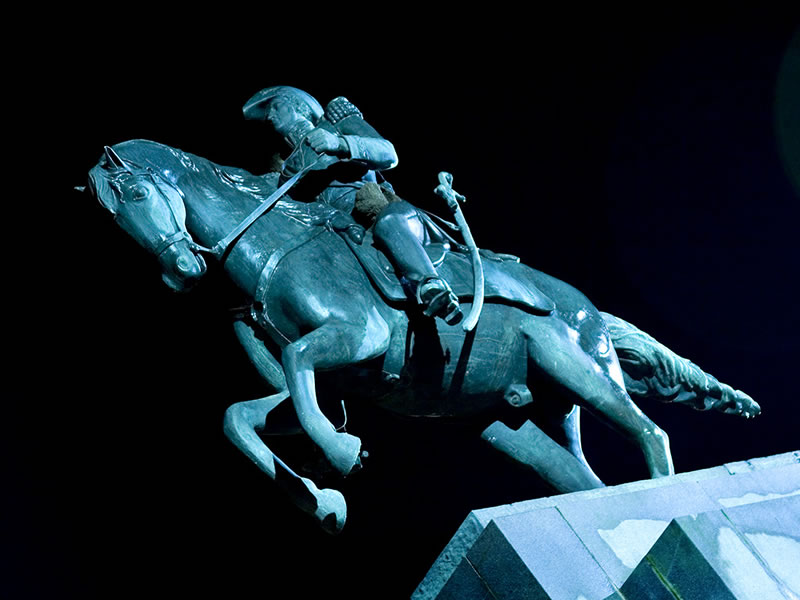

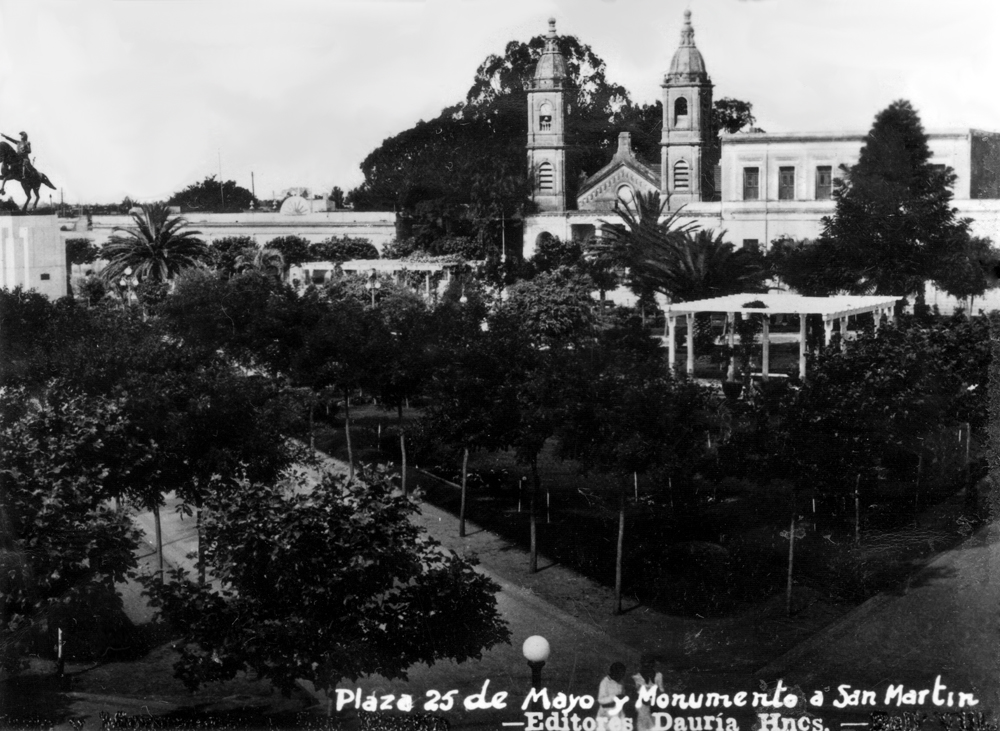

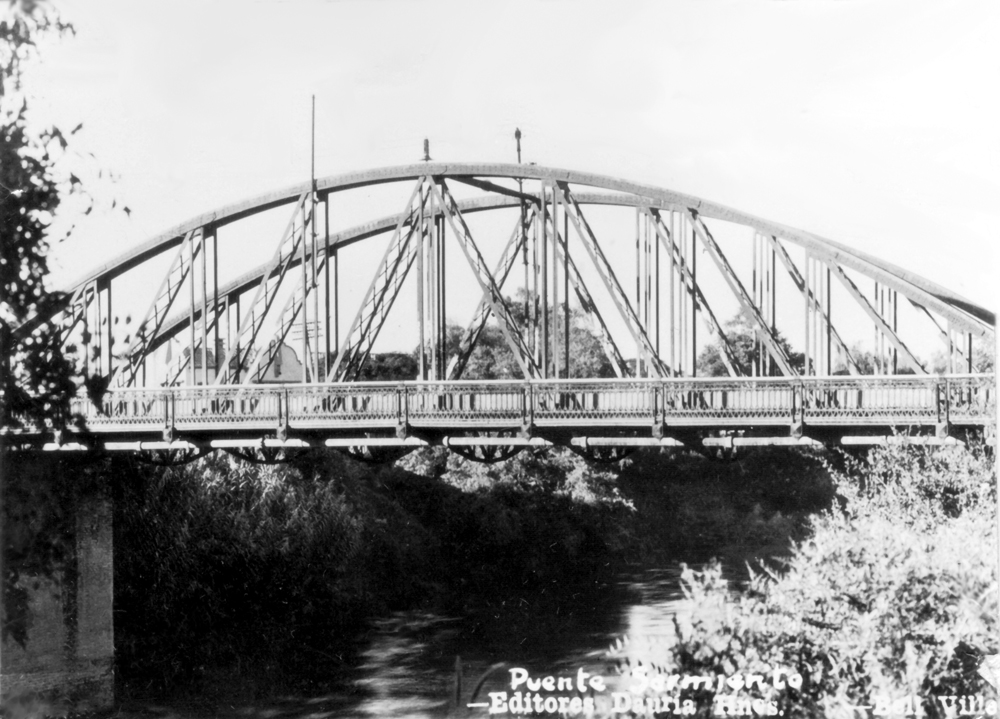

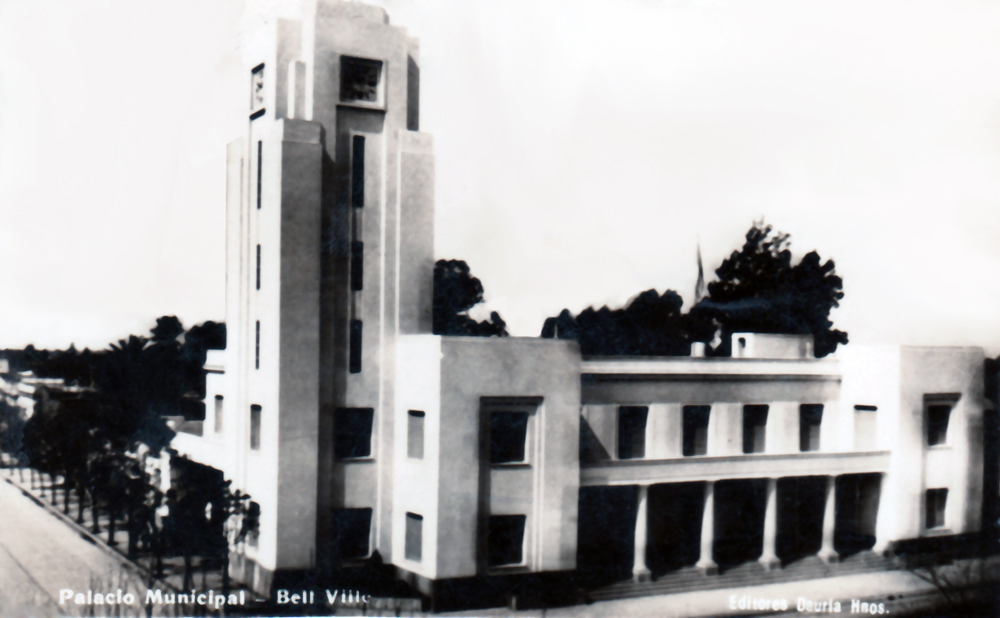

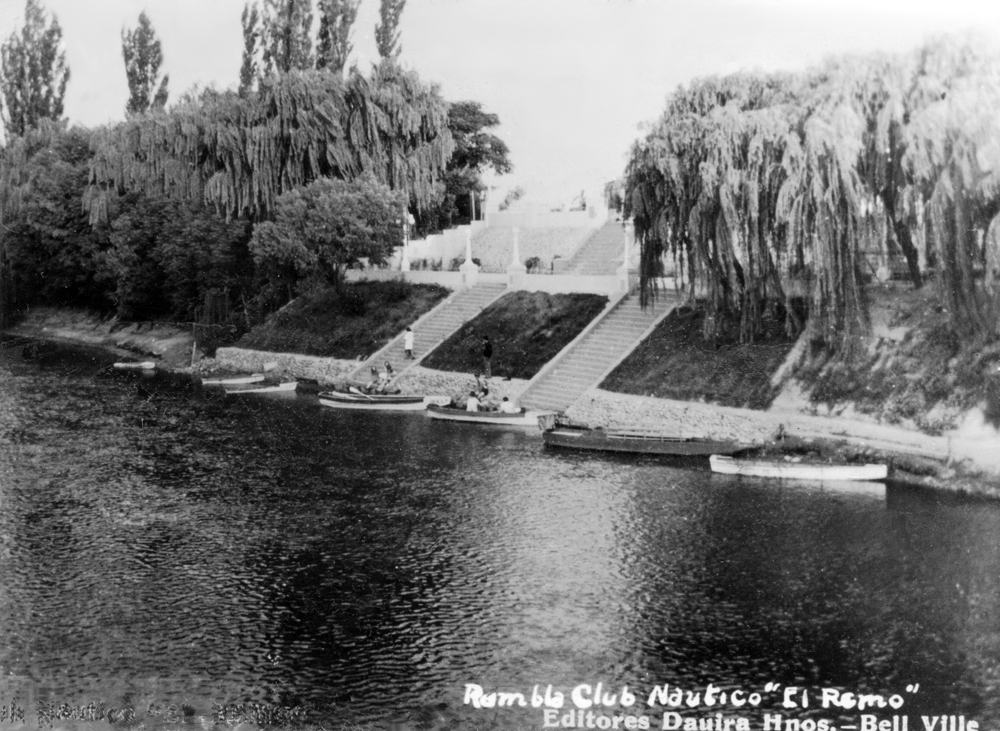

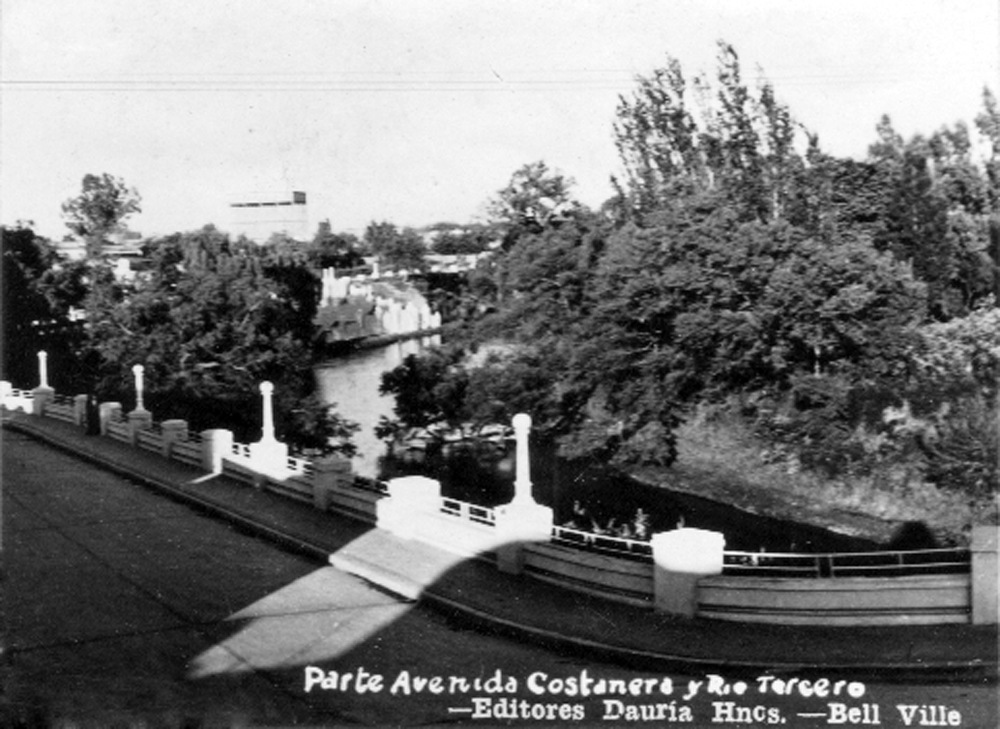

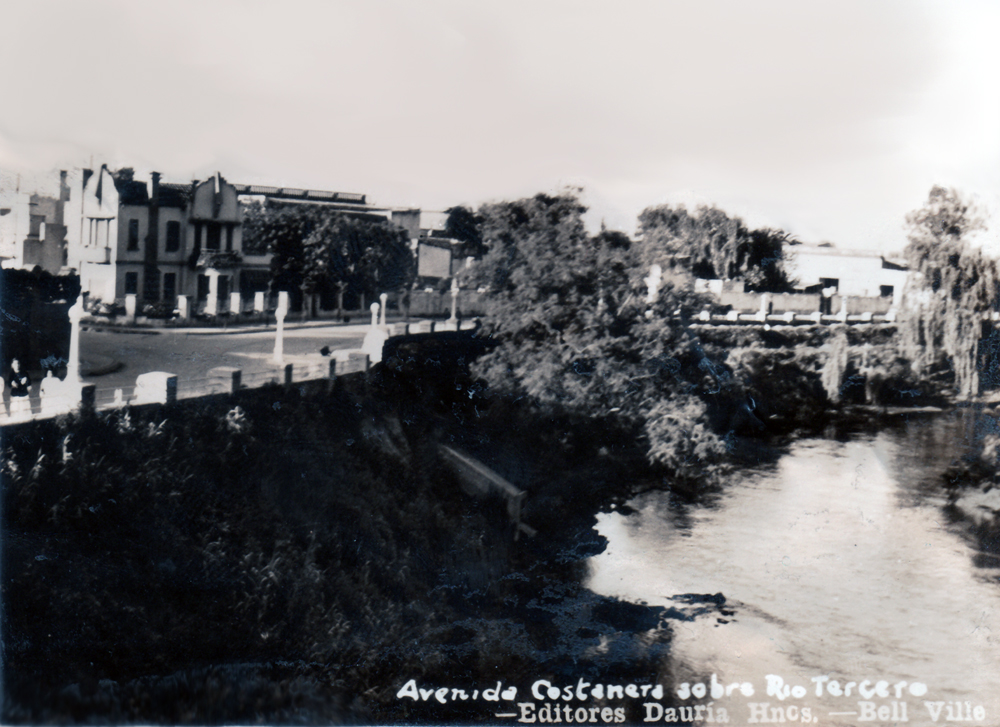

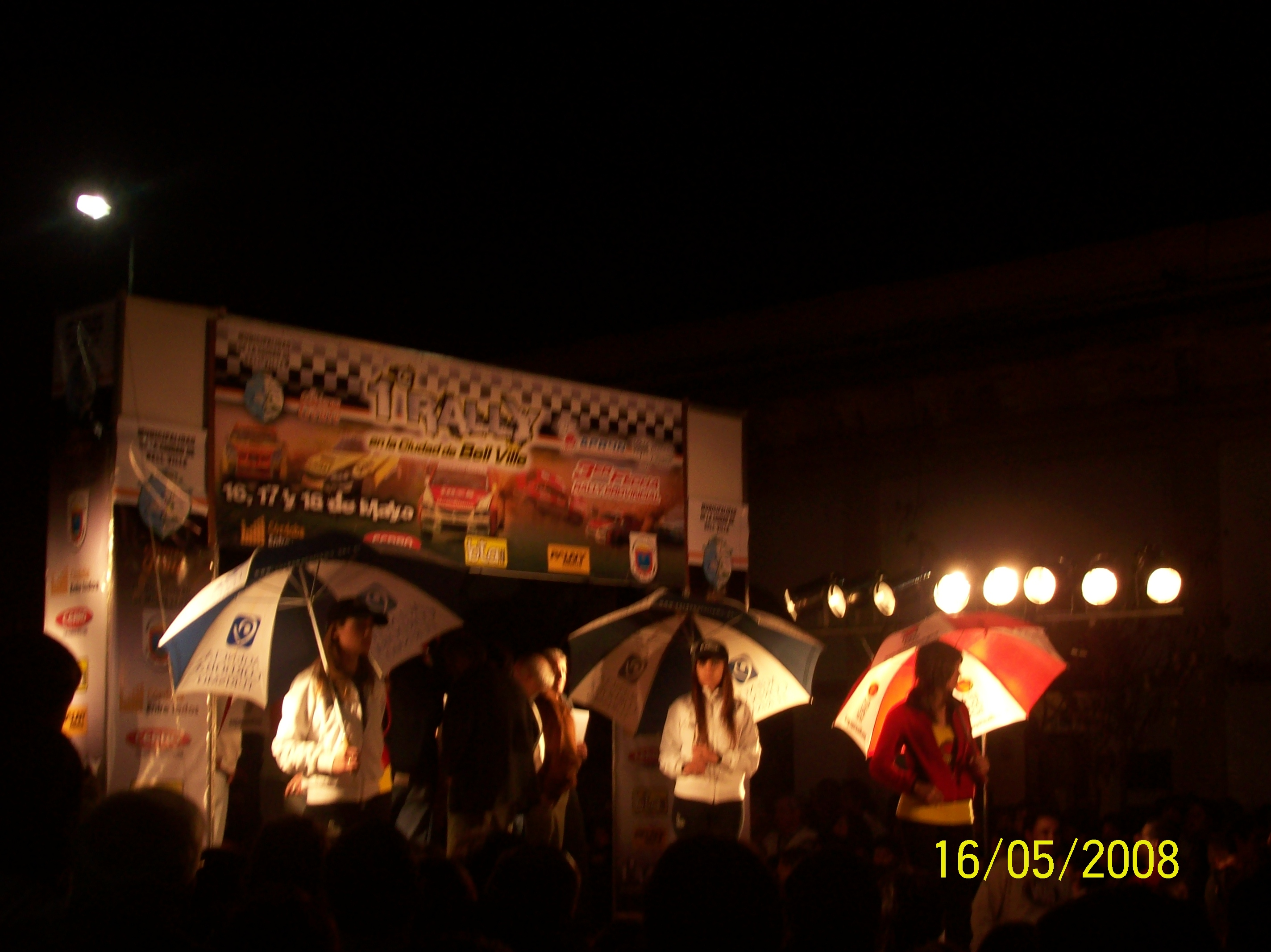

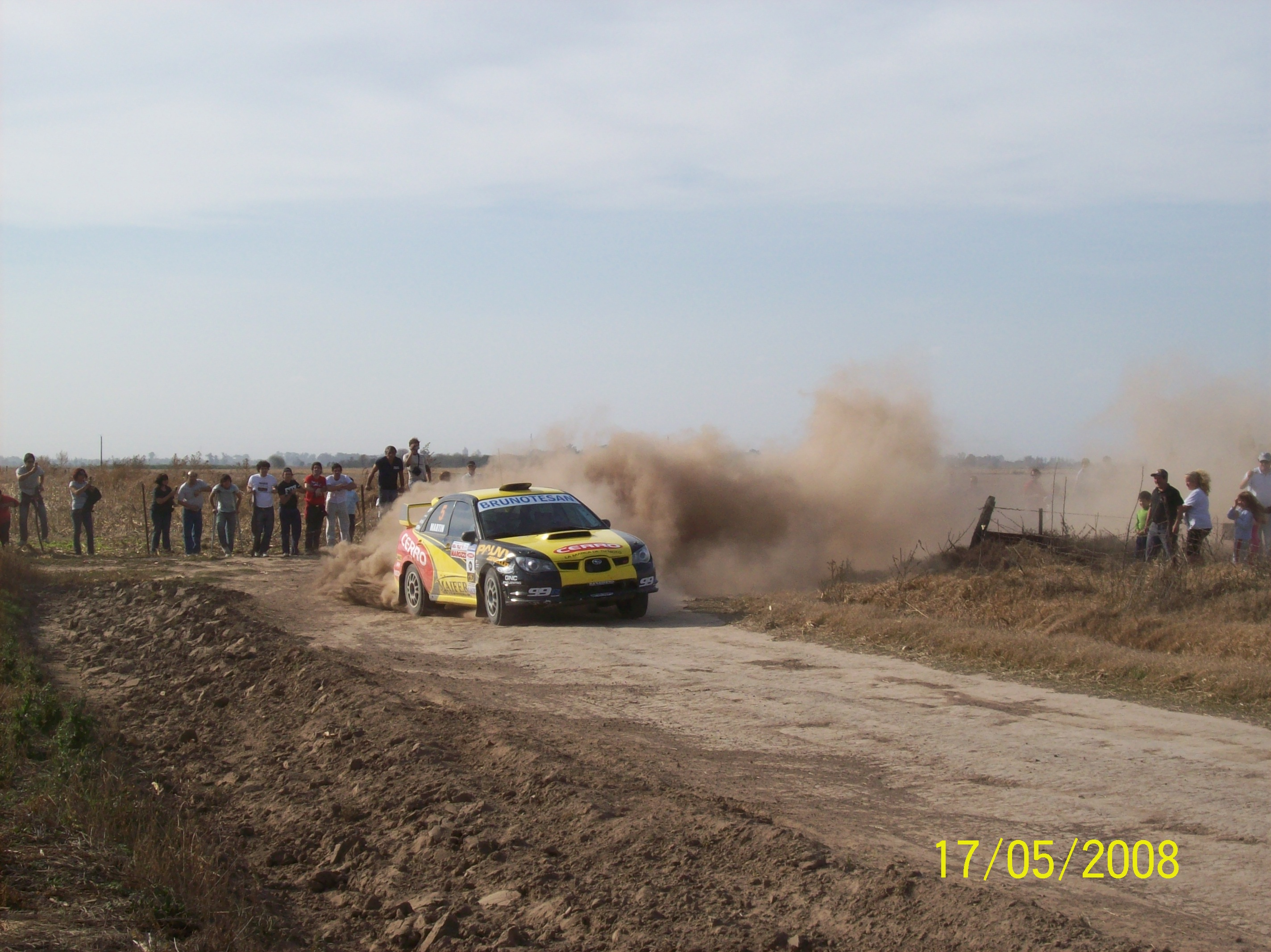

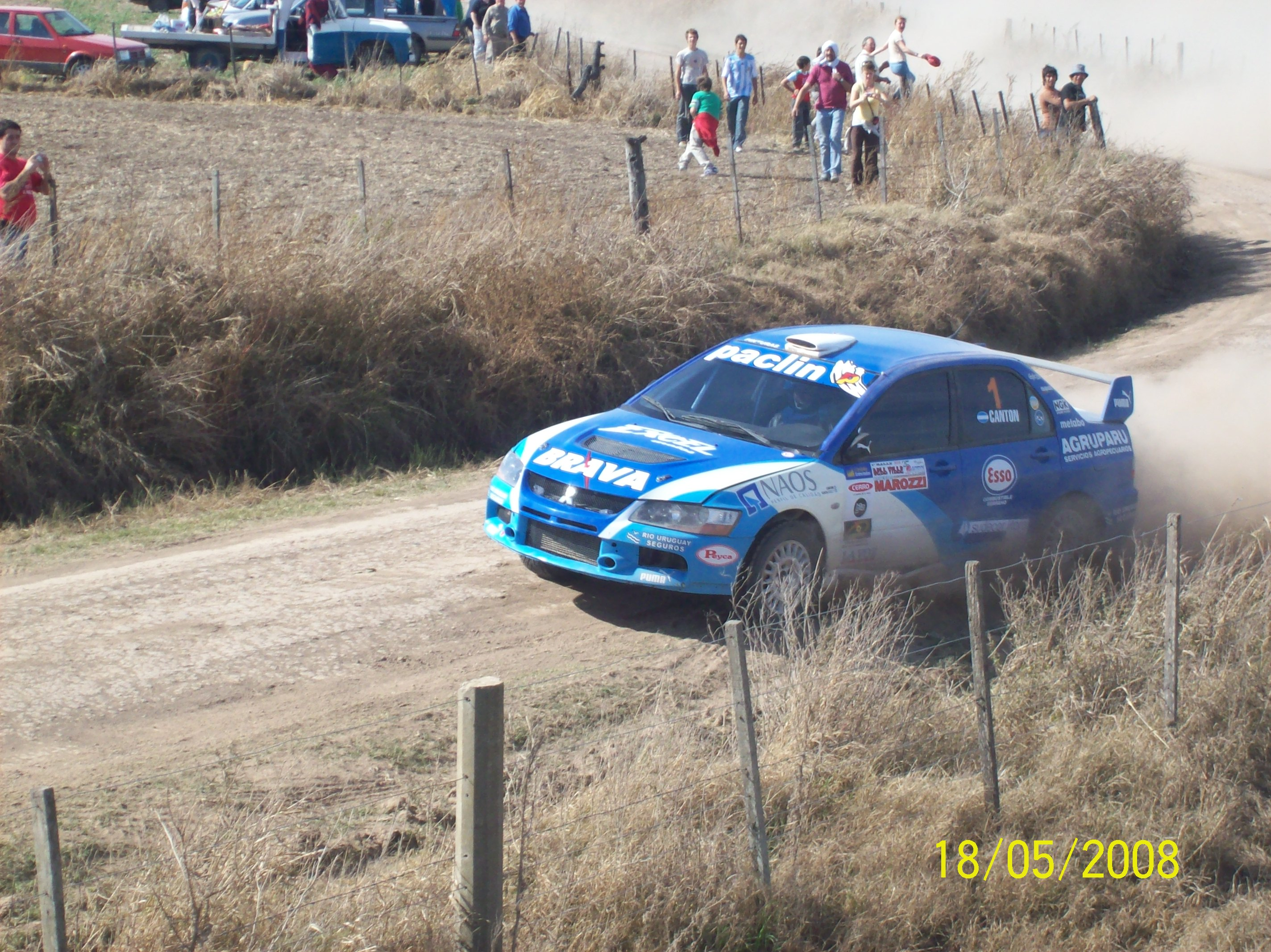

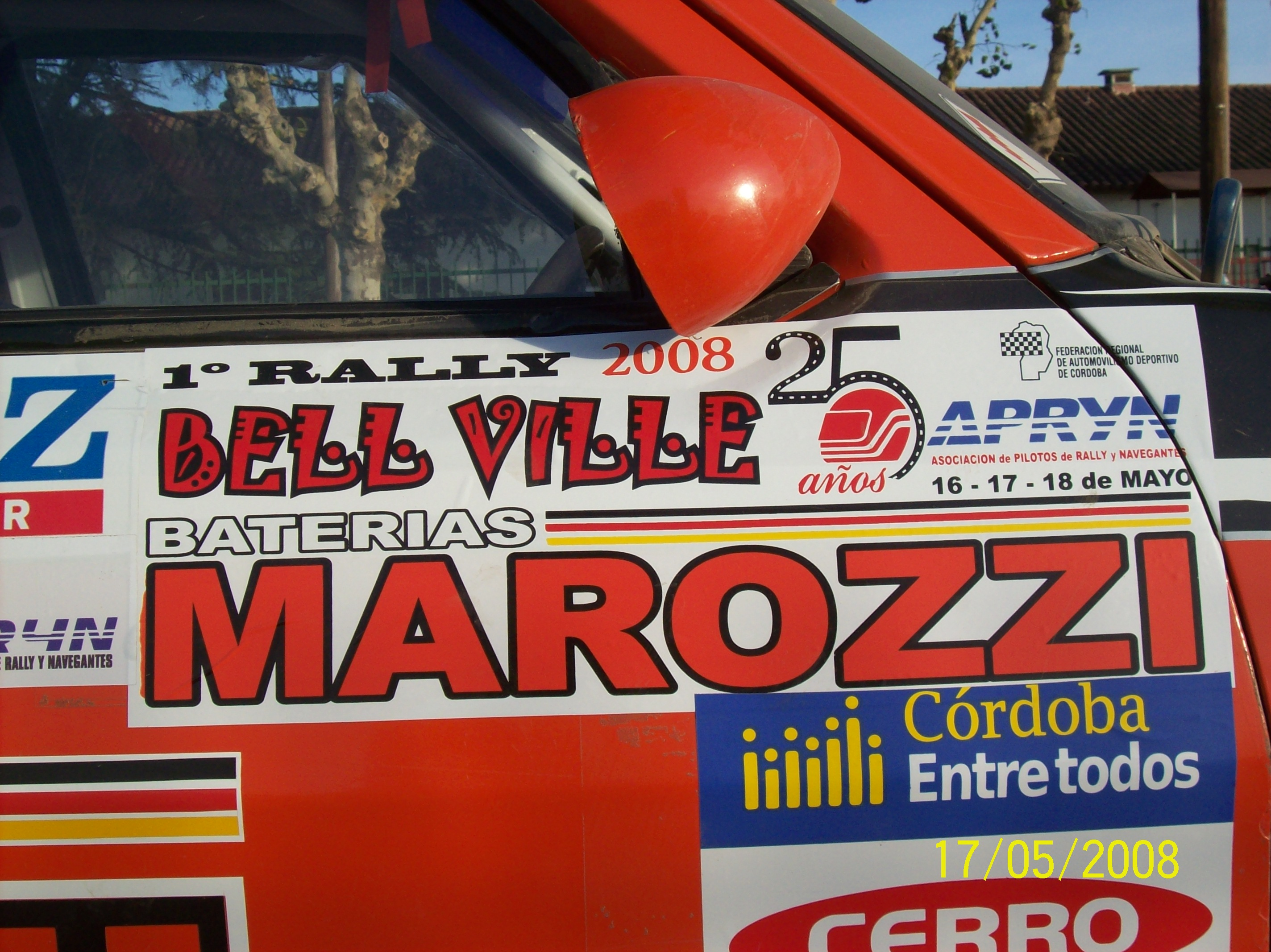

## 外部連結
- Municipalidad de Bell Ville （页面存档备份，存于）